# Ave Azul
Ave Azul (Viseu, 1899-1900) foi uma revista literária de arte e crítica, publicada em Viseu, cuja primeira edição foi publicada a 15 de Janeiro de 1899. A publicação era dirigida por Beatriz Pinheiro de Lemos e pelo poeta Carlos de Lemos. A revista publicou-se durante dois anos, cessando com a saída do n.º 12 da 2.ª série, datado de Dezembro de 1900.
Para além dos seu editores, a revista contou com a colaboração empenhada de uma plêiade de intelectuais da época, com destaque para Fausto Guedes Teixeira, Eugénio de Castro, Manuel da Silva Gaio, Afonso Lopes Vieira, Camilo Pessanha, Roberto de Mesquita, Carlos de Mesquita, Henrique de Vasconcelos, Ana de Castro Osório, Ribeiro de Carvalho, Amélia Janny, Delfim Guimarães, Florencia de Moraes,   Maria Velleda  e António Correia de Oliveira. Também contou com a presença de autores estrangeiros, entre os quais Ary-René d'Yvermont, Rafael Altamira, Philéas Lebesgue e Tommaso Cannizzaro.
Nas palavras dos seus editores, o aparecimento na cidade de Viseu da Ave Azul, uma publicação de teor artístico, onde se pretendia recolher versos, prosas e rudimentos de estética, ... caso é para surprehender mesmo quem use antaglypho. Espanto à parte, durante os dois anos em que projecto conseguiu vingar, a Ave Azul publicou 1296 páginas, nas quais colaboraram cerca de sessenta autores.
Logo no primeiro fascículo da 1.ª Série, datado de 15 de Janeiro de 1899, surge o manifesto de acção da revista, assinado por Carlos Lemos, no qual se afirma que aquela pretendia gorgear a sua canção de sonho; ou melhor: realizar o sonho da sua canção ... confiadamente, ao sol de Deus, no ceo azul como ella, acima das impuresas da terra, acima das paixões do homem, acima das miserias do seculo - aethere puro ...